# Филимонов, Юрий Сергеевич
Ю́рий Серге́евич Филимо́нов (29 мая 1934, Москва — 6 сентября 2001, Москва) — советский и российский артист эстрады (пародист) и кино, режиссёр, профессор, педагог кафедры сценической речи и кафедры режиссуры и мастерства актера музыкального театра РАТИ (ГИТИС), Заслуженный артист РСФСР (1986). Заслуженный деятель искусств Российской Федерации (1994). Создатель жанра литературно-музыкальной пародии.

Лауреат Всесоюзного конкурса Юрий Филимонов — автор и исполнитель литературных и музыкальных пародий, с которыми он выступает по радио, телевидению и на концертах. Его пародии обаятельны, изящны и, главное, всегда «узнаваемы» по отношению к тем, кого он показывает. В основном это популярные эстрадные артисты, встрече с которыми зрители всегда рады.

Выступления Юрия Филимонова сопровождаются большим успехом, и не только потому, что ему блестяще удаётся передать своеобразные особенности голоса того, кого он пародирует, но, главное, он умеет подметить сущность характера и сценического поведения артиста: «попадания» Филимонова всегда точны.

Коллекция голосов, собираемых Юрием Филимоноым, обширна. «Разные бывают коллекционеры, — говорит он с улыбкой, — одних интересуют старинные монеты, других — редкие почтовые марки. Я коллекционирую голоса. И в моей коллекции их немало.»

## Объекты пародий
- Расул Гамзатов
- Михаил Жаров
- Владимир Канделаки
- Самуил Маршак
- Сергей Михалков
- Илья Набатов
- Георг Отс
- Анатолий Папанов
- Эдита Пьеха
- Аркадий Райкин
- Михаил Светлов
- Константин Симонов
- Владимир Солоухин
- Леонид Утёсов
- Николай Черкасов
- Корней Чуковский
- Григорий Ярон

## Фильмография

### Художественные фильмы
- 1972 — Печки-лавочки — главный врач санатория

### Озвучка мультфильмов
- 1963 — Тараканище (мультфильм) — Корней Чуковский
- 1963 — Акционеры
- 1964 — Кто поедет на выставку?
- 1970 — Два весёлых гуся — старичок (вокал) / гуси (звуки)
- 1970 — Рассказы старого моряка. Необычайное путешествие — гренландский кит / кашалот / кальмар

## Телевидение
- 1966 — Голубой огонёк — пародии на Николая Черкасова, Георга Отса
- 1966 — Театральные встречи. В гостях у Леонида Утёсова — пародия на Леонида Утёсова
- 1967 — Эстрада-67 — пародия на Эдиту Пьеху
- 1971 — Терем-теремок. Сказка для взрослых — пародии на Аркадия Райкина, Владимира Канделаки, Леонида Утёсова, песня «Всемирный потоп» (с Жанной Горощеней)
- 1983 — Вокруг смеха (выпуск «Ярмарка смеха») — пародии на Самуила Маршака, Расула Гамзатова, Корнея Чуковского

## Дискография
- 1972 — Ну, Красная Шапочка, погоди! — пародии на Георга Отса, Аркадия Райкина, Эдиту Пьеху, Анатолия Папанова, Михаила Жарова